# Justice League x RWBY: Super Heroes & Huntsmen - Part 1
Justice League x RWBY: Super Heroes & Huntsmen - Part 1 (conocida como La Liga de la Justicia y RWBY: Superhéroes y Cazadores - Parte 1 en Hispanoamérica y Liga de la Justicia y RWBY: Superhéores y Cazadores - Parte 1 en España), originalmente revelado como RWBY Justice League, es una película de animación directo a video estadounidense en formato e influencia del anime japonés basado en los personajes de DC Comics y de la serie animada RWBY de Monty Oum, pertenecientes de la serie de cómics crossover del mismo nombre.
Con un guion escrito por Meghan Fitzmartin y con la producción y dirección de Kerry Shawcross, la película presenta una historia original que expande la trama del crossover de los cómics y tiende a ser la primera entrega de una duología planificada. La banda sonora de la película se estrenó el 25 de abril de 2023 y como promoción del largometraje animado, la partitura titulada Final Battle Part II, se lanzó como sencillo el 12 de abril de 2023.

## Sipnosis
La Liga de la Justicia se enfrenta a un nuevo horror: ¡la adolescencia! Superman, Batman, Wonder Woman, Flash, Cyborg, Green Lantern y Vixen se sorprenden al descubrir que no solo se han materializado en un extraño mundo llamando Remnant, sino que también se ha transformado en adolescentes. Mientras tanto, los héroes de Remnant, Ruby, Weiss, Blake y Yang, descubren que su mundo ha sido alterado misteriosamente. ¿Pueden las fuerzas combinadas de la Liga de la Justicia y el equipo RWBY devolver a Remnant a la normalidad antes de que un Grimm superpoderoso destruya todo lo que conocen?

## Argumento
Superman se despierta en Remnant, donde se ha convertido en un adolescente sin recordar cómo llegó ahí. En medio de la situación, conoce a Ruby Rose y Yang Xiao Long que están luchando contra una horda de Griffon. Notan algo extraño hacia los Grimm mientras absorben polvo y disparan láseres, algo que normalmente no hacen muy seguido. Superman se da cuenta de que algo anda mal con sus poderes, ya que se vuelven inútiles en las áreas de sombra, pero poderosos cuando lucha bajo la luz solar directa. Durante la pelea, Superman recuerda brevemente algo de su mundo donde era un adulto peleando contra algo antes de volver a sus sentidos y ver a Ruby y Yang en problemas. Superman usa sus ojos láser para asustar a los Griffons restantes y huyen aterrorizados del lugar. Cuando Ruby y Yang le preguntan su nombre, él les dice con orgullo su nombre de superhéroe, pero se niegan a llamarlo así, lo que lo decepciona. En cambio, solo les dice su nombre real como Clark Kent y los tres deciden ir a la Academia Beacon para pedirle al profesor Ozpin respuestas sobre los extraños eventos.
En Menagerie, Blake Belladonna se toma un descanso de la Academia Beacon para pasar tiempo con su familia. De repente, inesperadamente se encuentra con una intrusa desconocida llamada Diana Prince, que también es una princesa proveniente de Themyscira que quiere encontrar respuestas. Wonder Woman le dijo a Blake que sabe que es adulta, pero no siente que lo sea y no puede recordar cómo llegó a Remnant. Blake sugiere llamar a Yang para pedir ayuda, pero su madre Kali le recuerda que el CCT en Atlas ha estado inactivo por un tiempo. Blake decide llevar a Wonder Woman a la Academia Beacon.
Mientras tanto en Schnee Manor, en Atlas, la gente (incluido su padre) estaba molestando a Weiss porque nadie está arreglando el CCT del Reino y solo se enfoca en hacer una fiesta. Ella nota algo extraño en su padre por alguna razón que se marcha del lugar, hasta que se encuentra con un noble rico llamado Bruce Wayne en la fiesta. De repente, comenzó a tener recuerdos de la línea de tiempo principal. Sin embargo, Weiss recuperó sus sentidos y se da cuenta de que su padre está angustiado porque algo le ha robado y descubrió que Bruce fue quien lo robó, lo que hace que ella delatara a Bruce por ser un ladrón para la policía de Altas. Bruce trató de explicarle a Weiss que no es de Remnant y que necesita encontrar el camino a casa. Bruce pelea y derrota a tres policías de Atlas, pero no logra vencer a Weiss debido a su gran habilidad como Cazadora. Ella lo congela hasta que la policía de Atlas llega para atraparlo. Esforzándose con cada músculo que tiene y sin querer, rompe su gabardina y revela sus nuevas alas de murciélago, pero en el proceso logra liberarse, pero tiene dificultades para controlar su vuelo y rápidamente es arrestado por la policía de Atlas.
En la Academia Beacon, Ruby, Yang y Superman se reúnen con Blake y Wonder Woman. Después de una reunión conmovedora, Ruby, Blake y Yang notaron algo extraño que Menagerie está muy cerca de la Academia Beacon, a pesar de que se supone que está muy lejos. Wonder Woman comenzó a recordar un poco antes de llegar a Remnant mientras ella y Superman luchaban contra un robot gigante. Ruby, Blake y Yang de repente empiezan a recordar su línea de tiempo real y recuerdan que se suponía que la Academia Beacon sería destruida. Se encuentran inesperadamente con el profesor Ozpin, quien se suponía que estaba muerto y reencarnado como Oscar. Justo entonces, la apariencia de Ozpin comienza a fallar y se convierte en Oscar. Diana lo agarra y exige respuestas, pero de repente cambia de nuevo a Ozpin. Sin ninguna respuesta ni un plan, siguen a Ozpin hasta el anfiteatro, mientras Ruby ve un pequeño brillo verde en el escritorio y ve un anillo extraño (que resulta ser en realidad el Anillo de Poder).
Mientras tanto, Jaune, Nora, Ren y el resto de la Liga de la Justicia, Green Lantern (Jessica Cruz), Flash, Vixen y Cyborg se encuentran teniendo una clase de lectura de Glynda. Más tarde, van a practicar la batalla contra ellos y principalmente para que la Liga de la Justicia aprenda sus apariencias y armas. Al final, Jaune, Nora y Ren logran derrotarlos, pero su equipo fue interrumpido por sus amigos y aliados para venir a verlos. De repente, la simulación de Ozpin y Glynda desapareció por razones desconocidas. Después de que se reunieron (excepto Weiss y Batman), reconstruyen lo último que recuerdan antes de llegar a Remnant, pero no hay ninguna clase de pistas, ya que el resto de la Liga de la Justicia tiene los mismos problemas de memoria. Intentaron descubrir la mente maestra de esto, ya sea villanos como Brainiac y Savage de su mundo, mientras que Flash sugiere que podría ser Killg%re, pero lo niegan. Tanto los equipos como la Liga de la Justicia se ven obligados a trabajar juntos para encontrar una salida en la simulación de Remnant. Entretanto, Wonder Woman se da cuenta de que Batman no está.
Mientras tanto, en Atlas, donde Batman está encerrado en la prisión de Atlas, Batman se acostumbra a sus alas de murciélago hasta que desbloquea su Semblanza, hasta que Weiss decide escuchar a Batman porque todavía no confiaba plenamente en él. Batman se escapa de la prisión gracias a su apariencia y Weiss le devuelve a Batman sus trajes de héroe y la tarjeta Atlas.
En la Academia Beacon, Ruby, Blake, Yang, y el equipo JNPR tienen dificultades para confiar en la Liga de la Justicia, ya que no tienen experiencia con el mundo de Remnant o los Grimm. También les resulta difícil elegir en qué objetivo deben enfocarse primero y cuáles son los resultados de discutir entre ellos, mientras Superman los detiene. Este decide dividir los equipos en grupos: Wonder Woman, Blake y Yang van a buscar a Weiss y Batman en Atlas, y el resto del grupo extermina a Grimm. Sin embargo, Green Lantern no quiere ir sola a buscar su Anillo de Poder, por lo que Jaune se ofrece como voluntario para ir con ella.
En Atlas, Batman y Weiss trabajan juntos para encontrar un laboratorio en Schnee Manor, pero los Grimm lo han protegido. Utiliza su apariencia sólo para descubrir que hay una puerta oculta que es completamente invisible y él cree que los Grimm son ilusiones y que no son reales, antes de que Weiss proceda a luchar contra ellos con su Arma Gigas. Cuando usa su apariencia nuevamente, lo erró, ya que los Grimm están absorbiendo el polvo de Weiss y lanzando láser por la boca. Se les ocurre un plan con Weiss para mantener a los Grimm distraídos mientras él abre la puerta oculta. Cuando intenta usar la tarjeta de acceso que le robó a Jacques, no se puede abrirse, lo que lo electrocuta brevemente. Cuando recupera la conciencia, nota que hay un cortocircuito en el centro de la puerta mientras usa su Semblanza. Toma prestada el arma de Weiss y la usa para golpear en el mismo lugar y la puerta oculta vuelve a aparecer para que finalmente, Batman y Weiss lograran al fin escapar de los Grimm. Después de que Batman le devolvió el arma a Weiss, esta le comenta que está decepcionada de que él no fuera de Remnant, pero comenta positivamente que encajará en su mundo. Esto hace que Batman no esté seguro de si realmente quiere respaldar su mundo original o no y ambos comienzan su investigación sobre el mundo falso.
En el bosque Emerald, Ruby, Nora y Ren aún tienen dificultades para llevarse bien con la Liga de la Justicia. Ren se vuelve muy celoso y hostil hacia Cyborg por llevarse demasiado bien con Nora. Ruby trató de calmar y razonar a Cyborg hasta que Superman intervino y resolvió el conflicto. Después de que Cyborg se fue a ver a los Grimm en el área cercana, Ruby tiene dudas sobre si es una buena líder o no, pero Superman logra animarse.
Mientras tanto, en la Academia Beacon, cuando llegaron a su oficina, su anillo ya no estaba, lo que deprimió aún más a Jessica. Pero Jaune, de forma similar a como Pyrrha le enseñó, intenta ayudar a Jessica a desbloquear su Semblanza. Él hace que se concentre en cómo se sintió cuando usó su anillo y concentrándose en su poder, apareció en un vacío blanco, y Jaune no pudo verlo antes de ser arrastrado con ella. Se dan cuenta de que la habitación y todo el mundo en el que se encuentran no es más que una ilusión. Luego, los dos son atacados por un vidente y Jaune procede a atacarlo, pero lo agarra por el cuello. Jessica entra en acción y lanza el escudo de Jaune al tentáculo que lo sujeta, cortándolo y liberando a Jaune. El escudo continúa y golpea una pared, lo que hace que aparezca una grieta que los dos usan para escapar del vidente y entrar en los pasillos de la Academia Beacon.

## Reparto
| Personaje                    | Actor de voz Estados Unidos | Seiyū Japón       | Actor de doblaje España | Actor de doblaje Hispanoamérica |
| ---------------------------- | --------------------------- | ----------------- | ----------------------- | ------------------------------- |
| Clark Kent / Superman        | Chandler Riggs              | Kazuki Ura        |                         | José Durán                      |
| Bruce Wayne / Batman         | Nat Wolff                   | Shōya Ishige      |                         | Héctor Indriago                 |
| Diana Prince / Wonder Woman  | Natalie Alyn Lind           | Haruka Shiraishi  |                         | Kelly Viloria                   |
| Jessica Cruz / Green Lantern | Jeannie Tirado              | Saori Takamiya    |                         | Sofía Narváez                   |
| Barry Allen / Flash          | David Errigo Jr.            | Shōya Chiba       |                         | David D'Urso                    |
| Victor Stone / Cyborg        | Tru Valentino               | Yūki Sanpei       |                         | Ángel Balam                     |
| Mari McCabe / Vixen          | Ozioma Akagha               | Asuna Tomari      |                         | Marisol Durán                   |
| Ruby Rose                    | Lindsay Jones               | Saori Hayami      |                         | María Teresa Grazzina           |
| Weiss Schnee                 | Kara Eberle                 | Yōko Hikasa       |                         | Lidya Abboud                    |
| Blake Belladonna             | Arryn Zech                  | Yū Shimamura      |                         | Navid Cabrera                   |
| Yang Xiao Long               | Barbara Dunkelman           | Ami Koshimizu     |                         | Yojéved Meyer                   |
| Jaune Arc                    | Miles Luna                  | Hiro Shimono      |                         | Wilfredo Sierraalta             |
| Nora Valkyrie                | Samantha Ireland            | Aya Suzaki        |                         | América Caigua                  |
| Lie Ren                      | Neath Oum                   | Sōma Saitō        |                         | Jesús Polo                      |
| Kilg%re                      | Tru Valentino               | Motoyuki Kawahara |                         | Walter Albornoz                 |
| Glynda Woodwitch             | Tiana Camacho               | Masumi Asano      |                         | Aumary Guedez                   |
| Rolf                         | David Errigo Jr.            |                   |                         | Manuel Arias                    |
| Profesor Ozpin               | Shannon McCormick           | Kazuhiko Inoue    |                         | Ángel Mujica                    |
| Oscar Pine                   | Aaron Dismuke               | Rie Kugimiya      |                         | Ángel Mujica                    |
| Kali Belladonna              | Tara Platt                  | Megumi Toyoguchi  |                         | Darda Hernández                 |
| Pyrrha Nikos                 | Jen Brown                   | Megumi Toyoguchi  |                         | María Teresa González           |
| Jacques Schnee               | Jason Douglas               | Madoka Shiga      |                         | Jonathan Avilán                 |
| Guardia                      | Jason Douglas               |                   |                         |                                 |

## Producción
El 1 de julio de 2022 se anunció una película directa a video, Justice League x RWBY: Super Heroes & Huntsmen. La película es un crossover con personajes de DC Comics, producido por Rooster Teeth en colaboración con Warner Bros. Animation y Warner Home Video. Está programado para ser lanzado en dos partes, y la primera parte se estrenó por primera vez en WonderCon 2023 el 25 de marzo de 2023 antes de ser lanzado el 25 de abril de 2023 en Prime Video, Apple TV+ y Google Play, entre otras plataformas digitales. El largometraje animado presenta a los cuatro protagonistas principales de la serie (Ruby Rose, Weiss Schnee, Blake Belladonna y Yang Xiao Long), junto con varios otros personajes de RWBY, sobre todo Jaune Arc, Nora Valkyrie y Lie Ren. También se presentan personajes basados en Superman, Wonder Woman, Batman, Flash, Green Lantern, Cyborg y Vixen, los superhéroes de DC Comics.